# Aire d'attraction de Miramont-de-Guyenne
L'aire d'attraction de Miramont-de-Guyenne est un zonage d'étude défini par l'Insee pour caractériser l’influence de la commune de Miramont-de-Guyenne sur les communes environnantes. Publiée en octobre 2020, elle se substitue à l'aire urbaine de Miramont-de-Guyenne, qui comportait 3 communes dans le dernier zonage qui remontait à 2010.

## Définition
L'aire d'attraction d'une ville est composée d’un pôle, défini à partir de critères de population et d’emploi ainsi que d’une couronne constituée des communes dont au moins 15 % des actifs travaillent dans le pôle. Le pôle d’attraction constitue ainsi un point de convergence des déplacements domicile-travail,.

## Type et composition
L’aire d'attraction de Miramont-de-Guyenne est une aire intra-départementale qui comporte 5 communes en Lot-et-Garonne.
Elle est catégorisée dans les aires de moins de 50 000 habitants, une catégorie qui regroupe 16,5 % de la population de Nouvelle-Aquitaine et 12,2 % au niveau national.

### Carte

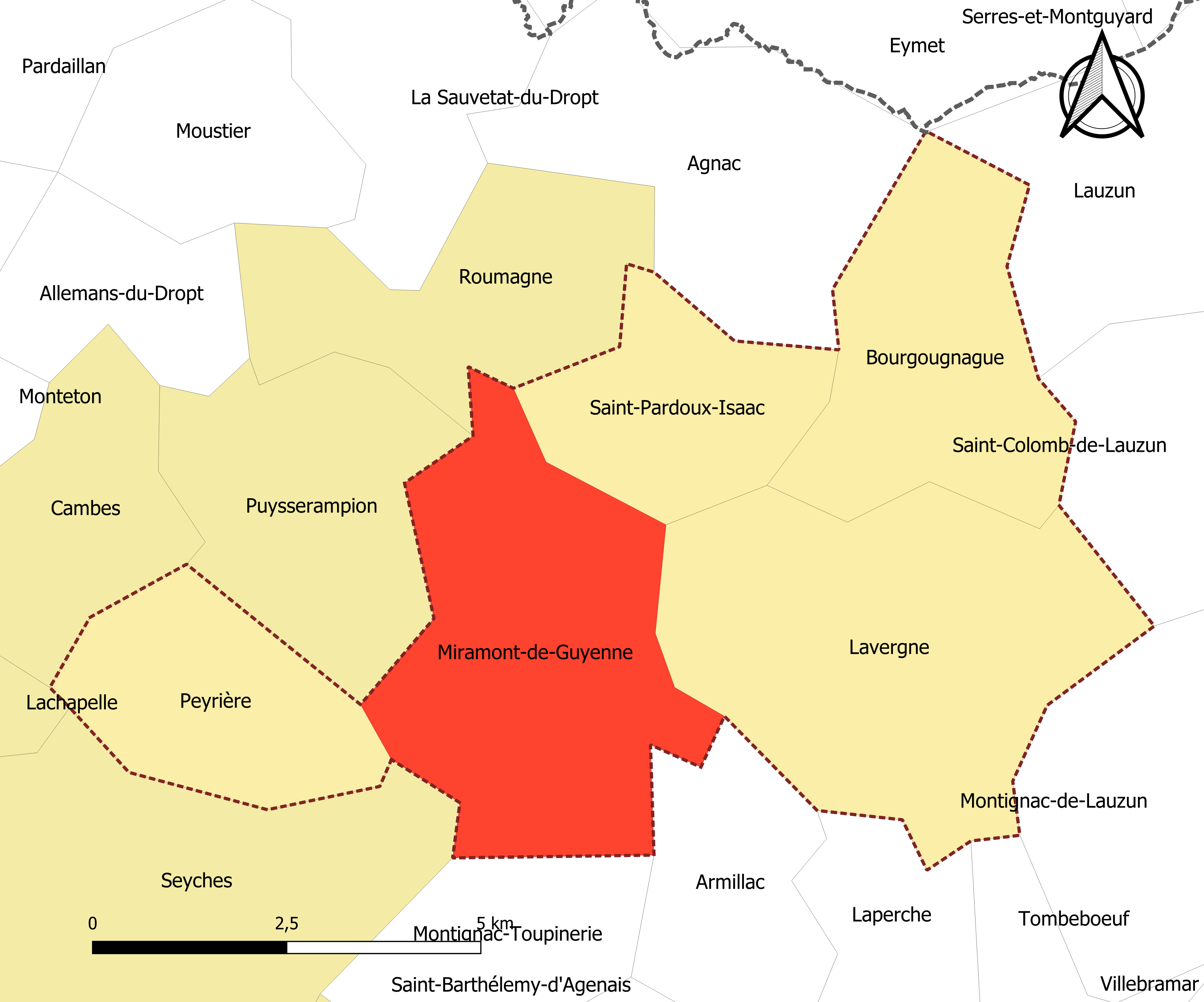
Carte de l'aire d'attraction de Miramont-de-Guyenne.
Commune-centre
Commune de la couronne

### Composition communale
| Nom                                  | Code Insee | Département    | Statut                 | Superficie (km2) | Population (dernière pop. légale) | Densité (hab./km2) | Modifier                                    |
| ------------------------------------ | ---------- | -------------- | ---------------------- | ---------------- | --------------------------------- | ------------------ | ------------------------------------------- |
| Miramont-de-Guyenne (commune-centre) | 47168      | Lot-et-Garonne | commune-centre         | 16,66            | 3 082 (2022)                      | 185                | modifier les données · modifier les données |
| Bourgougnague                        | 47035      | Lot-et-Garonne | commune de la couronne | 11,73            | 289 (2022)                        | 25                 | modifier les données · modifier les données |
| Lavergne                             | 47144      | Lot-et-Garonne | commune de la couronne | 19,96            | 559 (2022)                        | 28                 | modifier les données · modifier les données |
| Peyrière                             | 47204      | Lot-et-Garonne | commune de la couronne | 8,14             | 290 (2022)                        | 36                 | modifier les données · modifier les données |
| Saint-Pardoux-Isaac                  | 47264      | Lot-et-Garonne | commune de la couronne | 7,26             | 1 101 (2022)                      | 152                | modifier les données · modifier les données |